# Kurunegala
Kurunegala (singalesisk: කුරුණෑගල, tamil: குருணாகல்) er en by i det centrale Sri Lanka med et indbyggertal (pr. 2011) på cirka 30.000. Byen er hovedstad i distriktet af samme navn. Kurunegala ligger 42 km fra Kandy og 94 km fra Colombo. Majoriteten af Kurunegalas befolkning er singalesisk (20.874 ud af 30.000 personer), og den meste udbredte religion i Kurunegala er buddhisme.